# Louis Sognot
Louis Sognot (1892-1970) est artiste décorateur et designer. Tout d'abord protagoniste du Cubisme et du Mouvement moderne, il va s'en démarquer en s'éloignant des radicalités du Fonctionnalisme pour affirmer une certaine idée du confort et de la qualité ; cette position singulière explique sa double implication à la fois comme membre de l'Union des artistes décorateurs, créateurs, ensembliers (UADCE) et de l'Union des artistes modernes puis, plus tardivement, son engagement dans l'Institut d'Esthétique industrielle.

## Biographie

### Formation et influences
Ancien élève de l'École Bernard Palissy, il apprend l'ébénisterie chez Jansen puis l'aménagement des paquebots dans l'atelier Krieger. Après sa démobilisation en 1919, il entre en 1920 aux Grands Magasins du Printemps pour ensuite diriger l'atelier « Primavera » après la mort en 1931 de René Guilleré, aux côtés de Charlotte Chauchet-Guilleré son épouse, jusqu'à l'arrivée de Colette Guéden en 1938. Primavera - qui est l'un des lieux fondateurs de l'Art déco - lui permet d'éditer ses premiers meubles qu'il présente à partir de 1923 au Salon d'automne et au Salon des artistes décorateurs. Il invente ainsi un fauteuil en cuir et acier plat chromé sur ressorts dès 1925, une chaise enveloppante en croute de cuir et un tabouret de bar fortement architecturé en tube de métal chromé, qu'il présente pour Primavera au Salon d'automne de 1927 et qui sera suivi en 1929 par un tabouret de bar laqué noir plus simplifié. Le portfolio Répertoire du goût moderne N°5, publié en 1929 aux éditions Albert Lévy, comporte également une planche de Sognot de 1927 d'un « Mobilier en métal pour un atelier-studio ».
Le mouvement moderne l'inspire largement et l'on ressent rapidement dans ses créations une forte influence du cubisme, notamment dans le pavillon Primavera présenté à l'Exposition internationale des Arts décoratifs et industriels modernes de 1925, où il découvre aussi les réalisations de Robert Mallet-Stevens et Francis Jourdain, qui vont largement influencer ses futurs réalisations. Il adhère sous leur parrainage à l'Union des artistes modernes en 1930, sans pour autant rompre définitivement ses liens avec la Société des artistes décorateurs.

### Le temps du mobilier moderne
Bien qu'influencé par le mobilier en tube métallique chromé tel qu'il fut inventé par Marcel Breuer, Louis Sognot va trouver ses propres marques dans le Mouvement moderne dès la fin des années 1920. De 1928 à 1933, il s'associe avec Charlotte Alix en fondant le Bureau international des arts français. Ils sont les premiers à collaborer avec la Société du Duralumin, filiale de L’Aluminium français, spécialisée dans la fabrication de tubes et profilés divers en alliages d'aluminium, qui a fondé un atelier pour assister les architectes et les décorateurs dans leurs projets. Ils inventent alors de nombreux ensembles en métal mais qui cherchent à échapper au "Style clinique" pour se réconcilier avec la qualité d'une certaine tradition française revendiquée au Salon des artistes décorateurs. Ils font éditer en 1929, pour les grands magasins du Printemps, un salon de thé pour terrasse en duralium, recherchent des matériaux novateurs, autant parmi les métaux, verres que plastiques, et ajoutent à leurs meubles des matières qui, sans être rares, dégagent une préciosité, comme les glaces, bois, moëlle de rotin, cuirs ou tissus colorés, qui les font très largement remarquer par la critique de l'époque, car ils semblent réconcilier productivisme de l'industrie et individualisme du décor :

« On voit que s'ils ont presque partout utilisé le métal, ils ne l'ont fait que d'une façon très rationnelle en le faisant participer à l'ensemble, en le mêlant au bois sans l'imposer comme matière unique. Ils n'ont pas cherché les formules-standard ; au contraire, ils pensent que chaque nouvel ameublement comporte une nouvelle solution et c'est ainsi qu'ils ont réussi à donner de l'intimité à une matière que d'aucuns prétendaient inutilisable à ces fins »

En 1930, au premier Salon de l’Union des Artistes Modernes à laquelle ils ont adhéré dès son origine, Louis Sognot et charlotte Alix présentent une « salle de conseil d’administration transformable en salle de travail » destinée à l'aménagement des laboratoires Roussel à Paris avec du mobilier en tube de métal de section carrée et verre qui, avec ses fauteuils métalliques revêtus de tissus lavables, est considérée comme un des ensembles les plus achevés. Au Salon des artistes décorateurs de la même année, ils présentent un stand « Essai de salon de repos pour une habitation coloniale » avec la Société du Duralumin, remarqué par le Maharadjah Yeshwant Rao Holkar II et la Maharani d’Indore qui leur passent commande pour le palais de Manik Bagh, construit et aménagé par l’architecte allemand Eckart Muthesius, dont des fauteuils, une coiffeuse, une chaise longue et plusieurs autres de leurs créations à nouveau exposées au Salon d'Automne de 1931 et à celui de l'UAM de 1932 et adaptées avant leur envoi en Inde. Toujours en 1930, ils réalisent un fauteuil et une chaise pivotants en simili cuir noir et pied cruciforme chromé, et participent, en compagnie de Le Corbusier, Pierre Chareau, Francis Jourdain et quelques autres artistes décorateurs, à l’aménagement des bureaux du journal La Semaine à Paris, bâtiment construit par Mallet-Stevens rue d'Assas.
De multiples recherches techniques débouchent sur des expériences qui contribuent efficacement à l’évolution du mobilier moderne. Au Salon d’Automne de 1932, Sognot fait figure de précurseur en exposant une salle à manger en « lakarmé », un nouveau matériau plastique, moulé et laqué, qui lui permet d’obtenir des meubles légers, incombustibles, aux formes variées et futuristes. La même année, ils exposent au Salon de l’UAM une grande table rectangulaire de salle à manger fixée en porte-à-faux contre un mur garni d’un miroir avec des sièges en métal tendus de rotin et un étonnant lit en duralumin avec tables de chevet pivotantes en dalles de verre, qui sera choisi en 1935 par le Maharadjah d’Indore. En 1933, ils inventent également des meubles à piètement tubulaire chromé en zigzag, dont des porte-revues et tabourets de salle de bains (MNAM),.
Louis Sognot aménage aussi, avec Charlotte Alix puis sans elle, l’atelier de Jean Carlu, le bar du Polo de Bagatelle, des bureaux du Syndic de la ville de Paris ou encore des décors de théâtre pour Henri Bernstein.
Il conçoit également un mobilier de cabine de bateau en tube d'acier, primé au concours organisé par l'Office Technique pour l'Utilisation de l'Acier et exposé sur son stand au Salon d'Automne de 1934, puis en 1935, le bureau en palissandre et sycomore très fonctionnel du premier médecin de bord du paquebot Normandie. Avec Le Corbusier, Charlotte Perriand, Pierre Jeanneret et René Herbst, il présente également La Maison du Jeune Homme à l'Exposition universelle de 1935 de Bruxelles.

### Le tournant du modernisme social
Un nouveau tournant dans sa création s'amorce à partir de l'Exposition internationale des arts et des techniques en 1937, où Louis Sognot est Président du groupe des Etalagistes au Palais de la Publicité, alors que se diffusent les premières créations de qualité abordables par des classes moyennes - notamment dans le Pavillon suédois. Le relais est pris au Salon des arts ménagers en 1939 quand il présente une chambre d'hôtel très économique et entièrement en rotin. La guerre interrompt cette amorce de démocratisation mais Louis Sognot va reprendre ce travail dès 1945, en concevant des modèles pour sinistrés aux côtés de René Gabriel. Il le reprend ensuite avec Jacques Dumond pour des appartements types à l'Exposition internationale de l'urbanisme et de l'habitation en 1947.
Dans cette période, il définit un vocabulaire créatif précis où interviennent surtout le bois clair, le rotin - dont il est devenu le spécialiste en France - et plus ponctuellement le métal. Il reste très dynamique jusqu'aux années 1960, ses créations luxueuses sont éditées par Maurice Rinck (dont celle présentée à l'Exposition universelle de 1958) alors que d'autres modèles plus simples sont produits industriellement. Mêlant les uns et les autres dans ses stands, aux arts ménagers ou aux artistes décorateurs, et dans ses aménagements, il crée des associations particulièrement originales où, dans des lignes larges et souples, contrastent le ton clair du rotin, les couleurs vives des tissus et le noir du métal dans les meubles, et dans les luminaires réalisés en collaboration avec Serge Mouille.

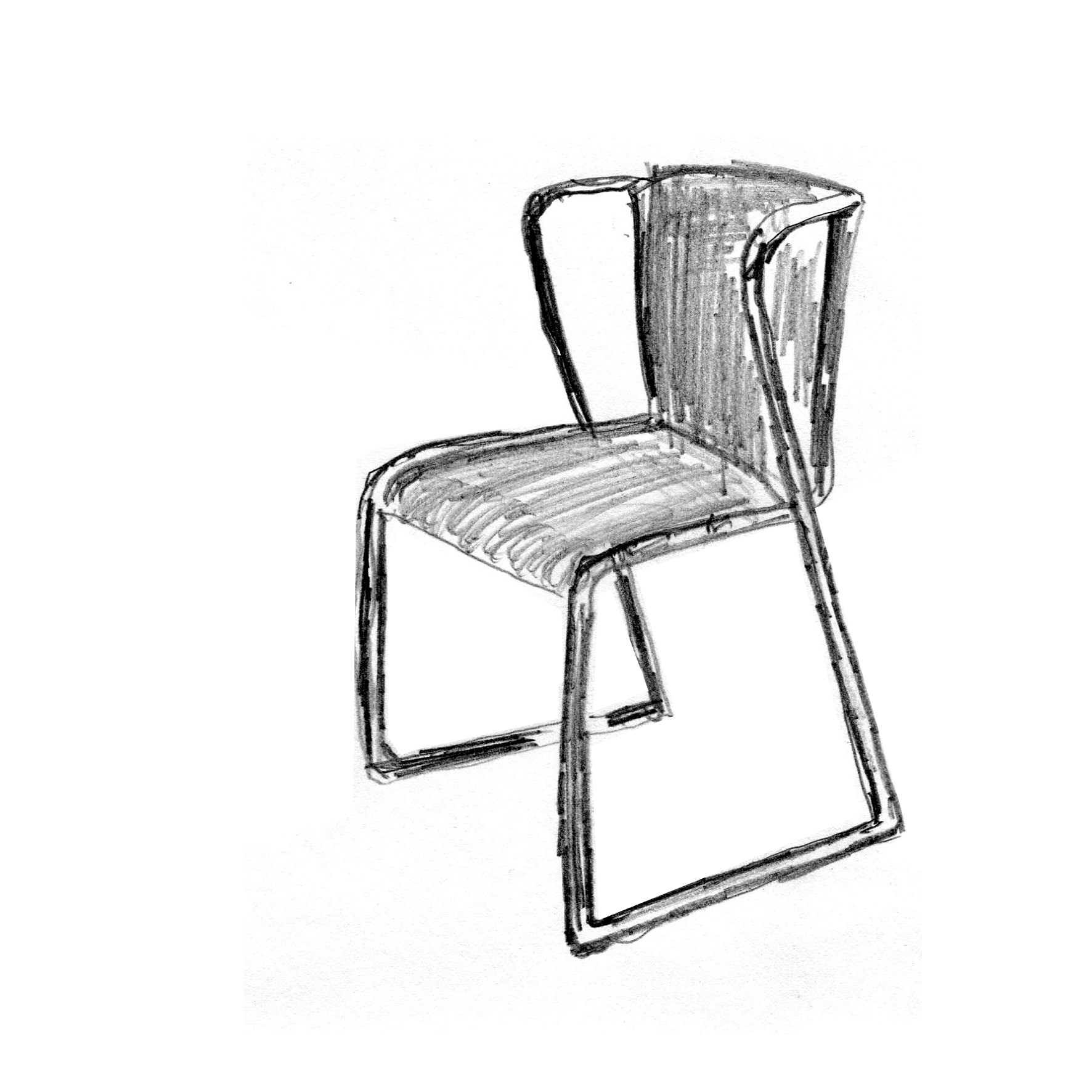
Chaise métallique, 1930
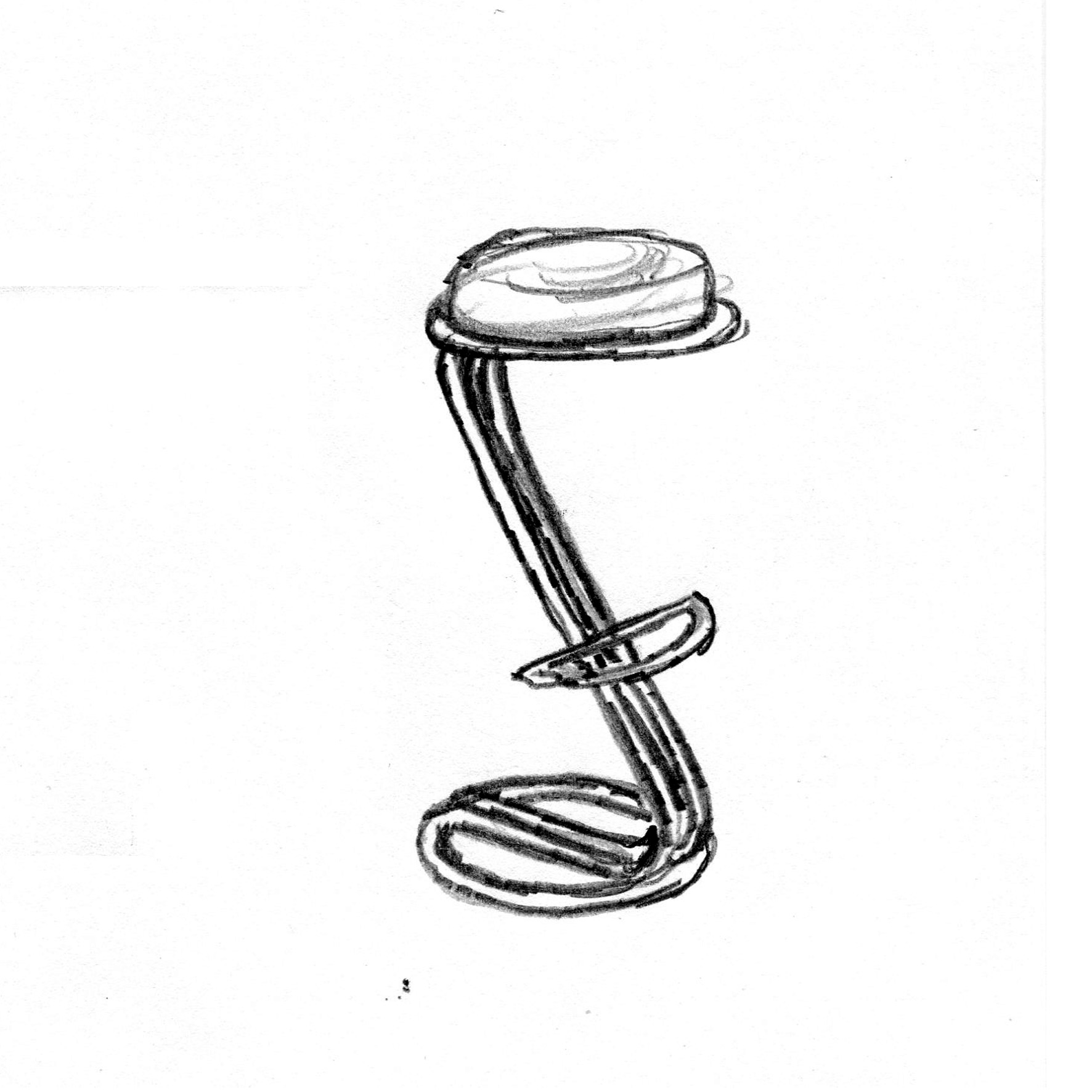
Tabouret de bar, 1929
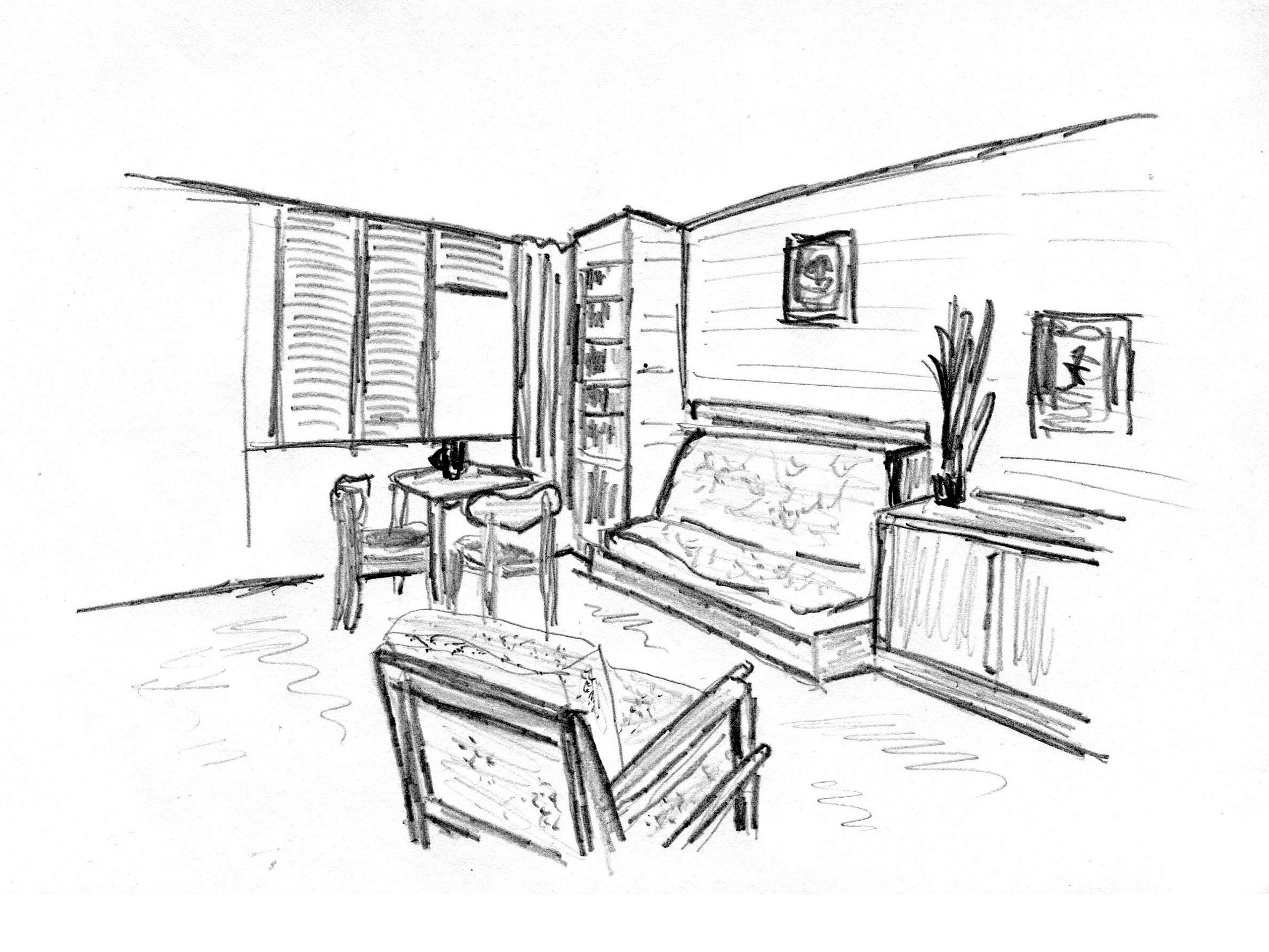
Appartement type, 1947
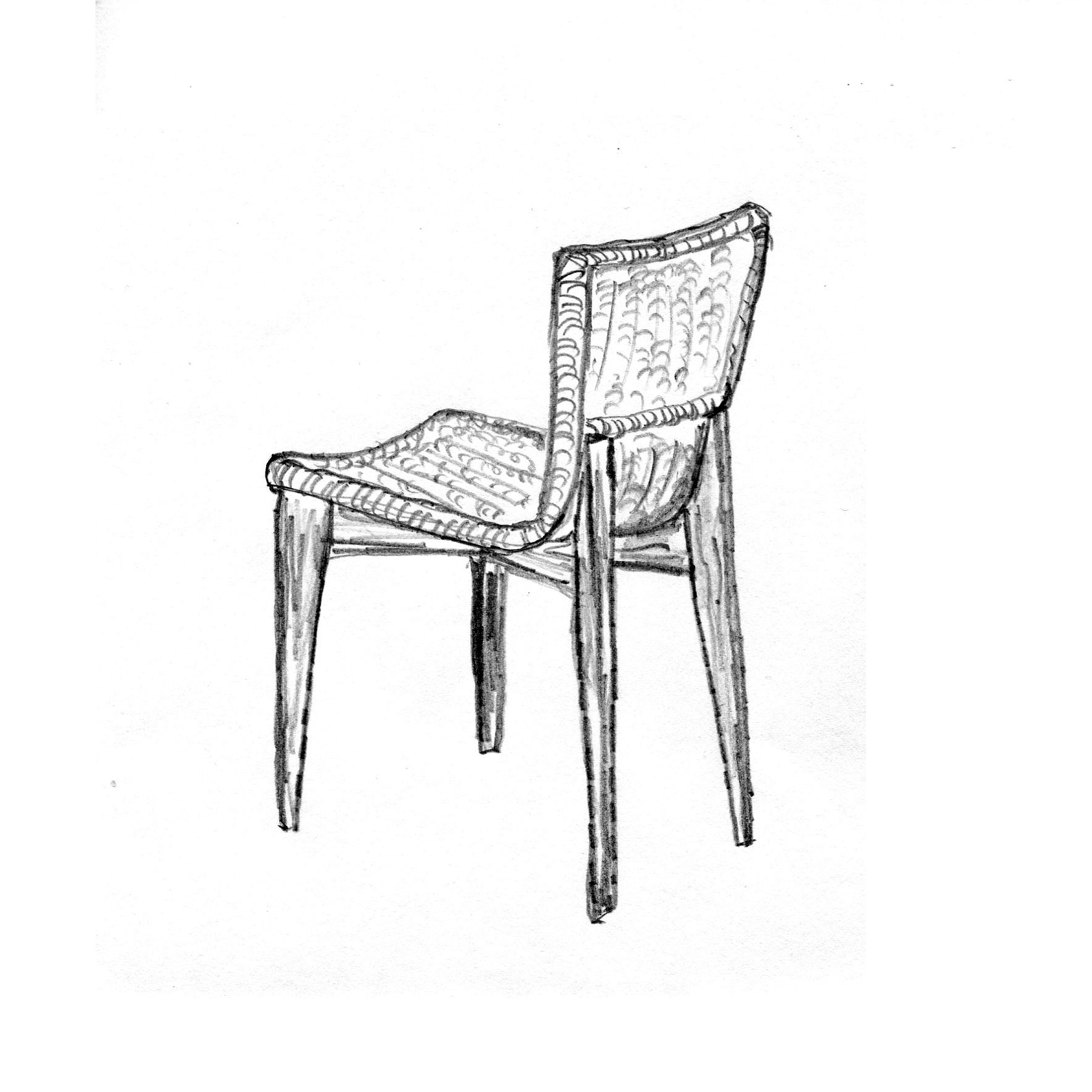
Chaise bois et rotin, 1947

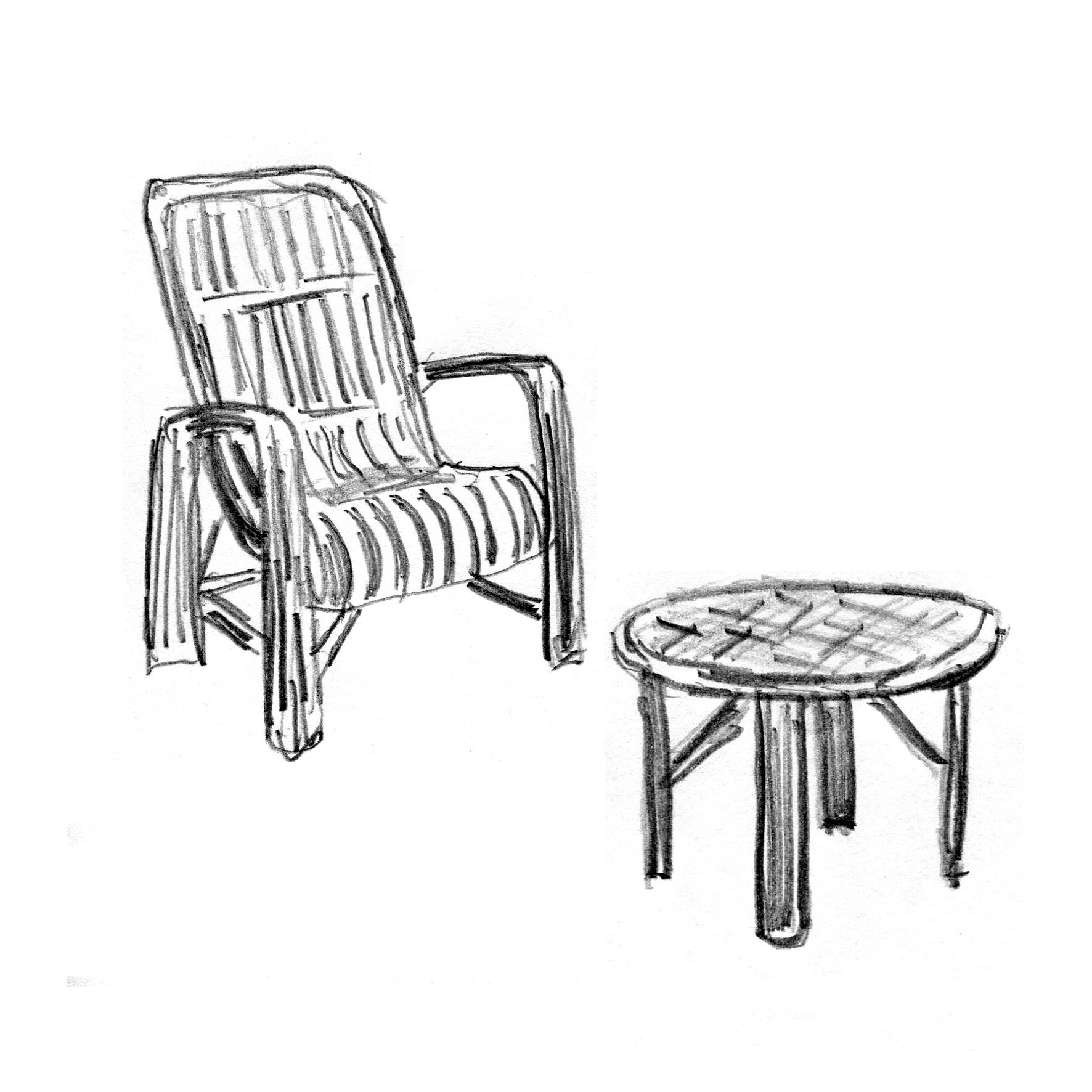
Fauteuil et table rotin, 1950
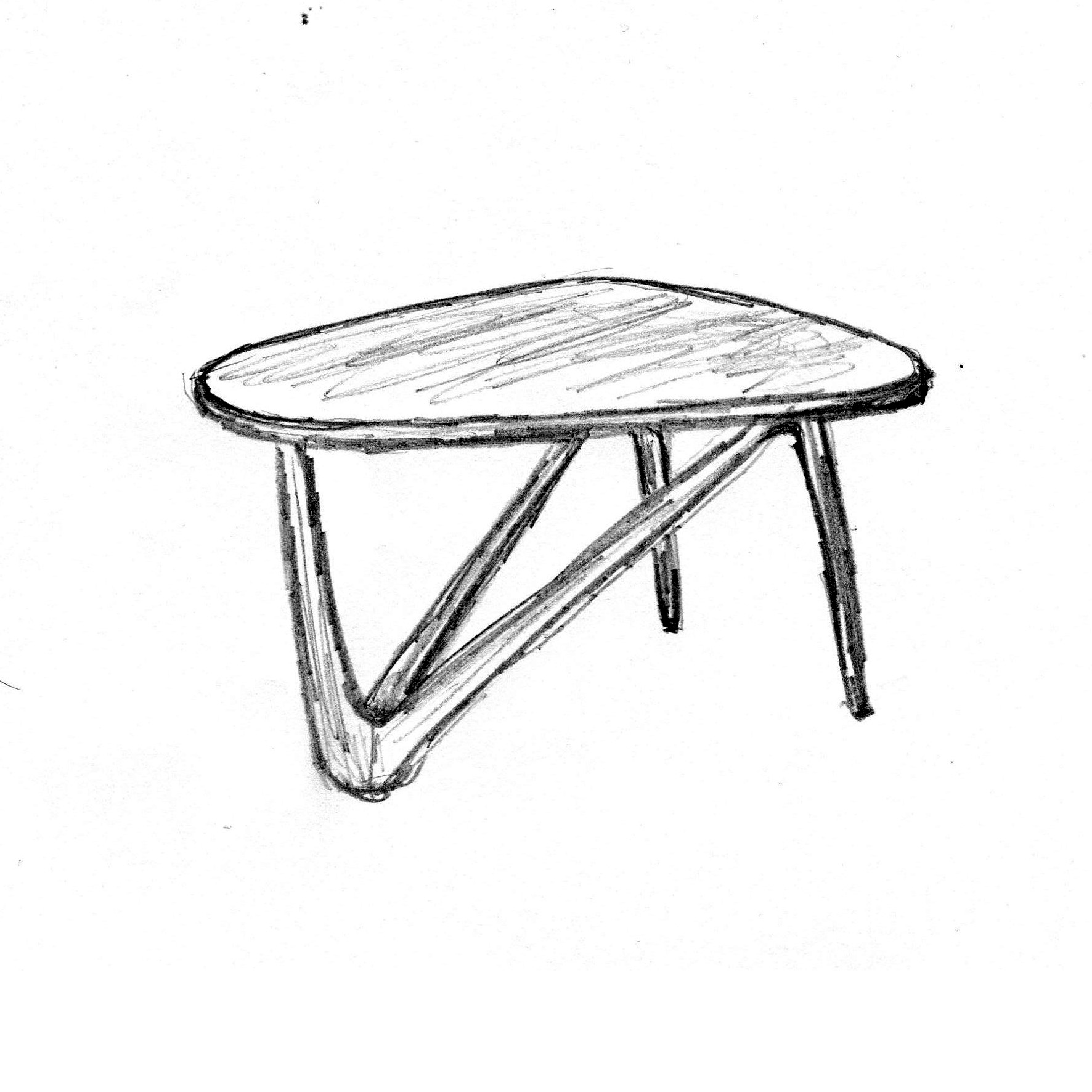
Table basse tripode, 1955
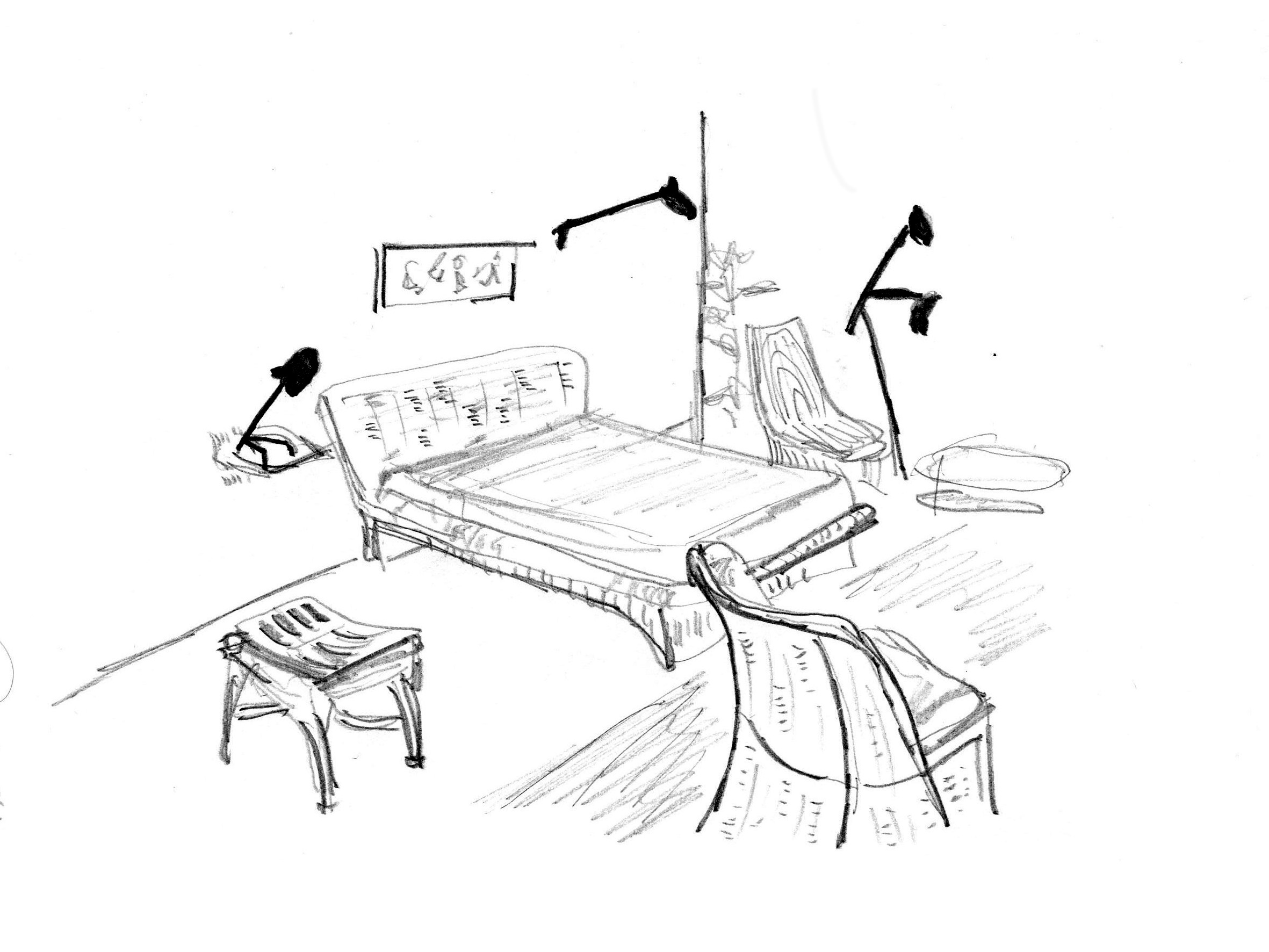
stand en rotin aux Arts ménagers, 1955

## Enseignement
Louis Sognot est aussi un enseignant très reconnu qui va former de nombreux créateurs. Patrick Favardin le présente ainsi :

« Il fut un exemple et une référence pour ses étudiants, par son talent, son savoir-faire, et surtout par une approche sensible et pleine de finesse de son métier. Son œuvre de décorateur et de créateur est marquée par un esprit moderniste d'une ouverture remarquable." »

Il est :
- professeur de décoration à l'École Boulle, à partir de 1926 ;
- professeur au Collège technique de la rue Duperré ;
- professeur à l'École des Arts appliqués à l'Industrie à partir de 1938 ;
- chef d'atelier à l'École nationale supérieure des arts décoratifs, à partir de 1947 ;
- Directeur artistique à l'École de l'Union centrale des arts décoratifs, à partir de 1947 ;